# La Penne-sur-Huveaune
La Penne-sur-Huveaune [la pɛn syʁ yvon] ist eine französische Gemeinde mit 6618 Einwohnern (Stand 1. Januar 2022) im Département Bouches-du-Rhône in der Region Provence-Alpes-Côte d’Azur.

## Geografie
La Penne-sur-Huveaune liegt am Fluss Huveaune. Die Gemeinde wird von nur zwei Nachbargemeinden umgeben: Im Osten grenzt die Gemeinde an Aubagne, im Westen an Marseille. Die Gemeinde gehört zum terrestrischen Beitrittsgebiet des Nationalparks Calanques.

## Sehenswürdigkeiten

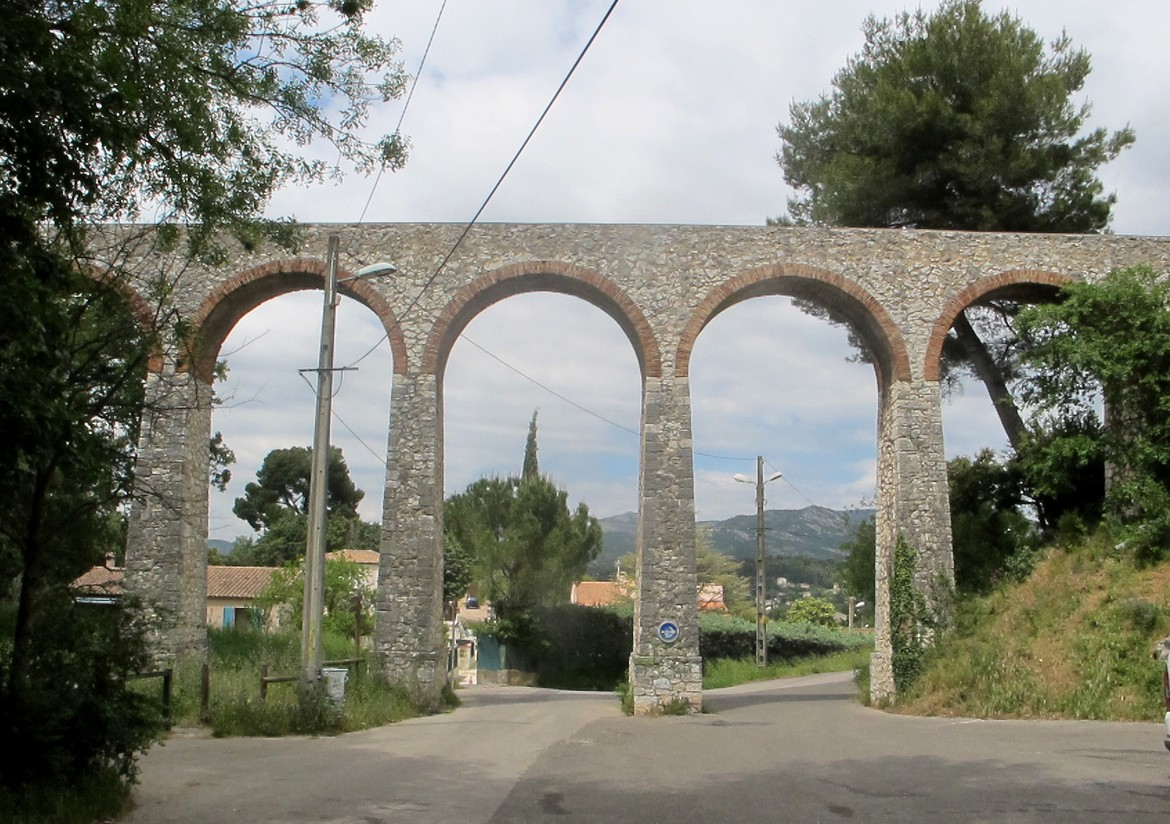
Aquädukt

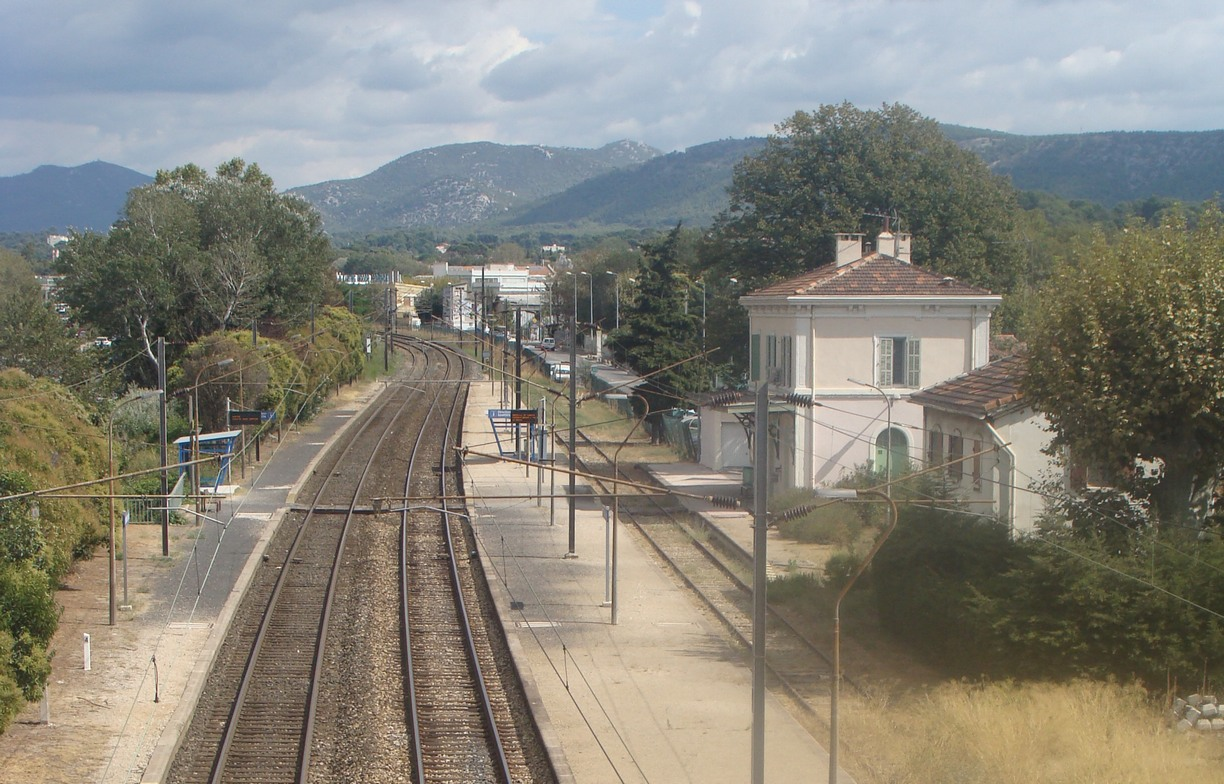
Bahnhof

- Pyramidenförmiges Grab aus dem 1. Jahrhundert vor Christus
- Kirche aus dem Jahr 1759
- Aquädukt eines Seitenarms des Canal de Marseille von 1870. Er versorgt Marseille mit Trinkwasser und dient der Landwirtschaft zur Bewässerung (transportierte das Wasser der Durance)
- Rathaus von 1888

## Wirtschaft und Infrastruktur
1858 erhielt La Penne einen Bahnhof an der von der Compagnie des chemins de fer de Paris à Lyon et à la Méditerranée (P.L.M.) gebauten Bahnstrecke Marseille–Ventimiglia, die zunächst nur von Marseille bis Aubagne führte. Heute halten dort Regionalzüge des TER Provence-Alpes-Côte d’Azur (TER PACA), die zwischen Marseille-Saint-Charles und Aubagne bzw. Toulon verkehren.
Ab 1905 verlief eine Strecke der Straßenbahn Marseille durch La Penne, wo ab 1909 die Züge der Linie 39 wendeten, während die der Linie 40 weiter bis Aubagne verkehrten. 1958 endete der Straßenbahnbetrieb.
In La Penne-sur-Huveaune befindet sich eine Anschlussstelle der Autobahn A 50, die ins Zentrum von Marseille führt. Die ehemalige Nationalstraße N 8, die das Gemeindegebiet in Ost-West-Richtung quert, wurde zur Departementsstraße D 8N abgestuft.

## Bevölkerungsentwicklung
| Jahr      | 1962 | 1968 | 1975 | 1982 | 1990 | 1999 | 2008 | 2016 | 2021 |
| Einwohner | 3736 | 4489 | 5095 | 5782 | 5879 | 6005 | 6314 | 6433 | 6569 |